# Slanke groefbij
De slanke groefbij (Lasioglossum fulvicorne) is een vliesvleugelig insect uit de familie Halictidae. De wetenschappelijke naam van de soort is voor het eerst geldig gepubliceerd in 1802 door Kirby.